# 大益成纺纱厂旧址
大益成纺纱厂旧址位于中国山西省新绛县古交镇桥西村。

## 保护
2016年6月6日，大益成纺纱厂旧址公布为第五批山西省文物保护单位，近现代类，年代为清光绪二十年（1894）、民国，编号5-174。	